# Maubec (Tarn-et-Garonne)

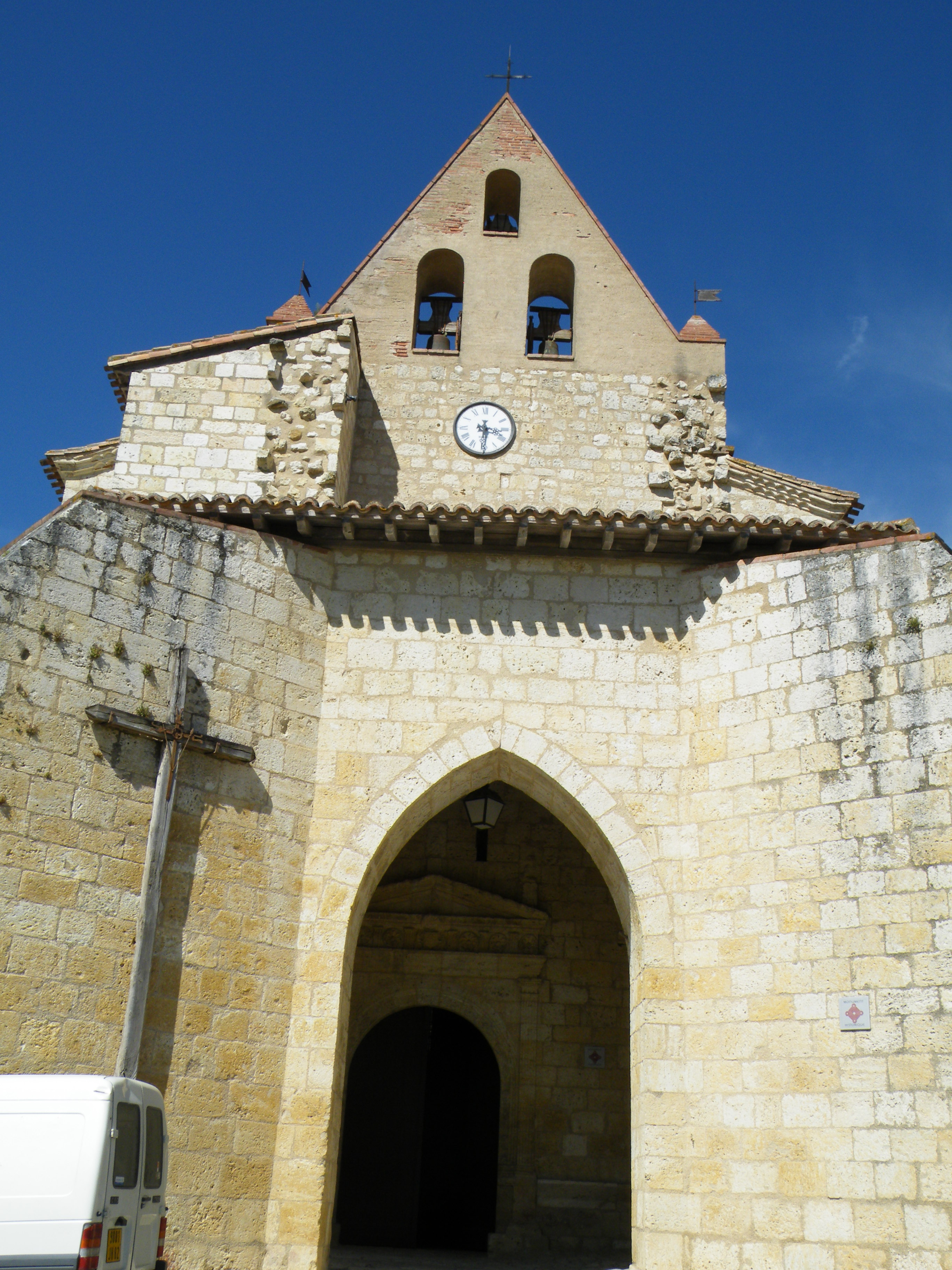
Kerk

Maubec is een gemeente in het Franse departement Tarn-et-Garonne (regio Occitanie) en telt 148 inwoners (1999). De plaats maakt deel uit van het arrondissement Castelsarrasin.

## Geografie
De oppervlakte van Maubec bedraagt 12,3 km², de bevolkingsdichtheid is 12,0 inwoners per km².
De onderstaande kaart toont de ligging van Maubec (Tarn-et-Garonne) met de belangrijkste infrastructuur en aangrenzende gemeenten.

## Demografie
Onderstaande figuur toont het verloop van het inwonertal (bron: INSEE-tellingen).